# Gura Bohotin, Iași
Gura Bohotin este un sat în comuna Gorban din județul Iași, Moldova, România.